# Moss
 Denne artikel omhandler Moss (norsk by). Opslagsordet har også en anden betydning, se Moss (album).
Moss er en kommune i Østfold i Norge. Den grænser i nord til Vestby, i øst til Våler og i syd til Rygge.
Den var en del af  Viken fylke som blev etableret 1. januar 2020, men opløst fra 1. januar 2024.
Moss har et mangfoldigt industri- og handelsmiljø, kunstgallerier, varieret fjord- og indlandsnatur med Jeløya, Mossemarka og Vansjø. Moss ligger centralt ved Oslofjordens østside midtvejs mellem Oslo og Sverige og har færgeforbindelse over Oslofjorden til Horten. Her ligger Statens Hus med fylkesmanden og de fleste af statens øvrige virksomheder for Østfold. Byen er et vigtigt handels- og servicecenter for området. I de fleste sammenhænge omfatter Mossedistriktet kommunerne Rygge og Våler, i andre sammenhænge vil også dele af Råde og Vestby naturligt regnes til Mossedistriktet.
Den tidligere Rygge kommune blev i forbindelse med kommunalreformen i Norge 1. januar 2020 lagt sammen med Moss kommune.
Grundlaget for etablering af byen Moss var kombinationen beliggenhed (gode kommunikationforbindelser) og vandkraft (Mossefossen, vandfald på ca. 20 meter).
Byen er kendt for sine papirfabriker og metalværker.
Byen har en række gallerier og andre kulturinstitutioner, som bl.a. Parkteatret i Moss, Galleri F 15, Momentum, Skulpturstopp og Kråkereiret.

## Venskabsbyer
The following cities are twinned with Moss:
- Aguacatán, Guatemala
- Blönduós, Island
- Horsens, Danmark
- Karlstad, Sverige
- Nokia, Finland
- Novgorod, Rusland
- Virginia Beach, Virginia, USA